# Xochitl Gomez
Xochitl Gomez, född den 29 april 2006 i Los Angeles i Kalifornien, är en amerikansk skådespelare.
Gomez har bland annat medverkat i filmerna Roped från 2020, Doctor Strange in the Multiverse of Madness från 2022. Hon har även medverkat i TV-serien Barnvaktsklubben från 2020.

## Filmografi (i urval)
- 2020: Roped
- 2020: Barnvaktsklubben
- 2022: Doctor Strange in the Multiverse of Madness